# August Topman
August Topman (ur. 10 lipca 1882 w Lõpemetsie, zm. 8 września 1968 w Tallinnie) – estoński organista i pedagog.

## Życiorys
Pierwszym jego nauczycielem muzyki był jego ojciec, kolejnym Ernst Reinicke, organista w Katedrze Najświętszej Maryi Panny w Tallinnie. Studiował w Konserwatorium Petersburskim, w którym w 1904 roku ukończył klasę organów Louisa Homiliusa (teoria muzyki była w niej wykładana przez Nikołaja Rimskiego-Korsakowa, Anatolija Ladowa i Aleksandra Głazunowa), a w 1911 roku klasę kompozycji Jāzepsa Vītolsa. Uczył się również dyrygentury od Nikołaja Czeriepnina.
W latach 1904–1919 był organistą w kościele św. Jana w Tallinnie. Od 1907 do 1931 roku pracował jako nauczyciel muzyki w licznych szkołach. W 1919 roku był jednym z inicjatorów i założycieli Tallińskiej Wyższej Szkoły Muzycznej. W latach 1923–1950 wykładał na niej teorię muzyki oraz nauczał gry na organach. Prowadził też wykłady dotyczące muzyki kościelnej na Wydziale Teologii Uniwersytetu w Tartu. Jego studentami byli m.in. Juhan Jürme, Peeter Laja, Joosep Aavik, Herman Känd, Paul Indra, Kasimir Žypris, Hillar Saha, Hugo Lepnurm, Johannes Hiob, Edgar Arro, Johannes Kappel, Friedrich-Werner von zur Mühlen, Udu Topman, Leo Virkhaus, Leho Võrk i Carl Otto Märtson.
W 1950 roku został zmuszony do rezygnacji z pracy dydaktycznej w Państwowym Konserwatorium w Tallinnie.